# 面一
面一（つらいち、ツライチ）とは、二つの面の間に段差が無く平ら(フラット)な状態のこと。

## 建築用語
建築用語としては、突き合わされた部材に「段差がない状態」であることを指す。

壁と額縁部分を面一にするには、壁を余計に厚くするか、額縁を埋め込むか薄くするなどの方法をとる。バリアフリーの観点から、最近の浴室は、出入り口に段差がなく面一になっている。浴室の床が上がっただけであるが、水があふれた場合に脱衣室へ水が浸入しないように、扉付近に排水口が設けられる。また、扉の下框がないことが多い。

## 自動車用語
自動車用語として扱われることも多く、タイヤ・ホイールがフェンダーからギリギリではみ出さないように設定する場合にも使われる。